# Gynacantha maclachlani
Gynacantha maclachlani är en trollsländeart som beskrevs av Krüger 1899. Gynacantha maclachlani ingår i släktet Gynacantha och familjen mosaiktrollsländor. IUCN kategoriserar arten globalt som otillräckligt studerad. Inga underarter finns listade i Catalogue of Life.